# Studený vrch
Studený vrch är en kulle i Tjeckien. Den ligger i den centrala delen av landet, 40 km sydväst om huvudstaden Prag. Toppen på Studený vrch är 660 meter över havet.
Terrängen runt Studený vrch är platt österut, men västerut är den kuperad.Runt Studený vrch är det ganska tätbefolkat, med 54 invånare per kvadratkilometer. Närmaste större samhälle är Příbram, 13,8 km söder om Studený vrch. I omgivningarna runt Studený vrch växer i huvudsak blandskog.